# Tiszalonka
Tiszalonka (Lonka, Kislonka) (román nyelven: Lunca la Tisa a trianoni békeszerződéskor Lonka nagyközség Romániához került déli feléből alakult egykori község a Tisza partján. Ma Nagybocskó községhez tartozik.

## Története
A trianoni béke kettészelte az anyaközséget a Tisza folyó mentén, ezzel elvágta az ikertelepülés másik, a folyó másik oldalán fekvő felétől a kárpátaljai Lonkától. A falu a második bécsi döntéssel ismét a Magyar Királyság része lett, ekkor kapta a Tiszalonka nevet megkülönböztetésül a másik falutól, mert nem egyesült újra a két falu. A Párizsi békeszerződésekkel azonban visszaállt a bécsi döntés előtti állapot, Románia visszakapta a települést. A falut újra Lonkának kezdték hívni, ma azonban megint Tiszalonka a neve.

## Közlekedés
A települést egy közúti híd kötötte össze a másik településsel. A hidat a második világháború végén rombolta le a visszavonoló Wehrmacht.
A települést érinti a Szálva–Alsóvisó–Visóvölgy–Máramarossziget-vasútvonal.

## Látnivalók
- a település temploma

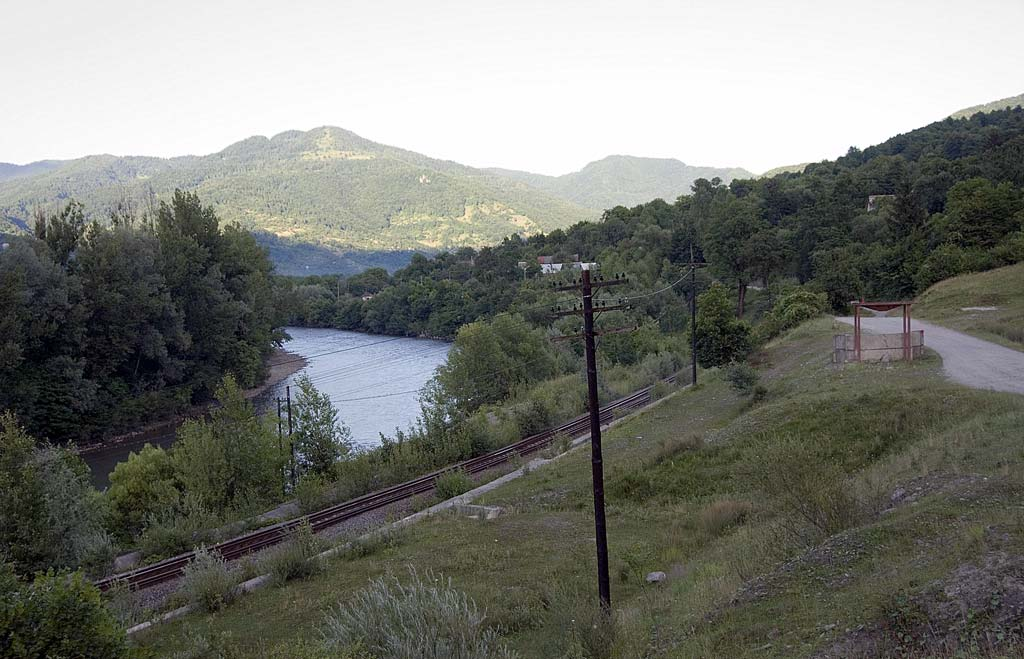
A Tisza híd nélkül
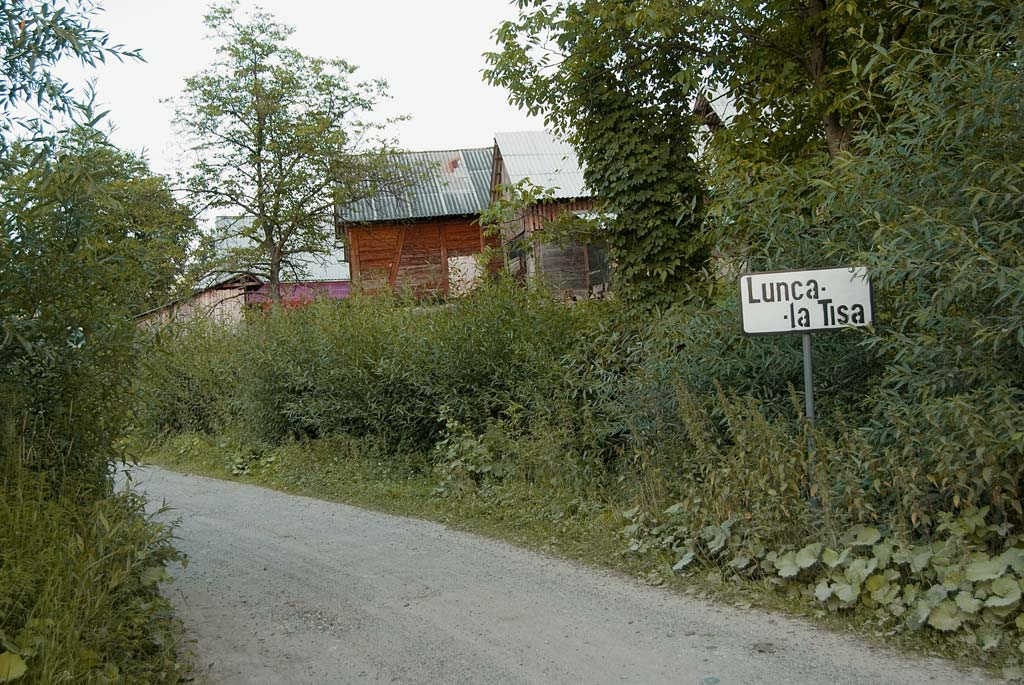
Tiszalonka kezdete
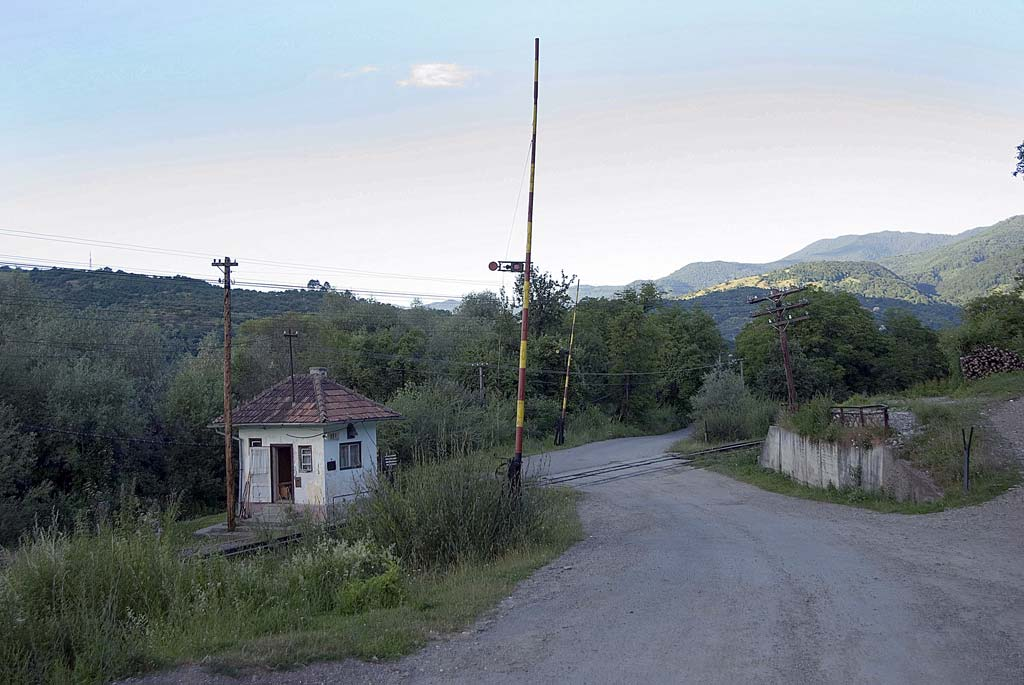
vasúti sorompó
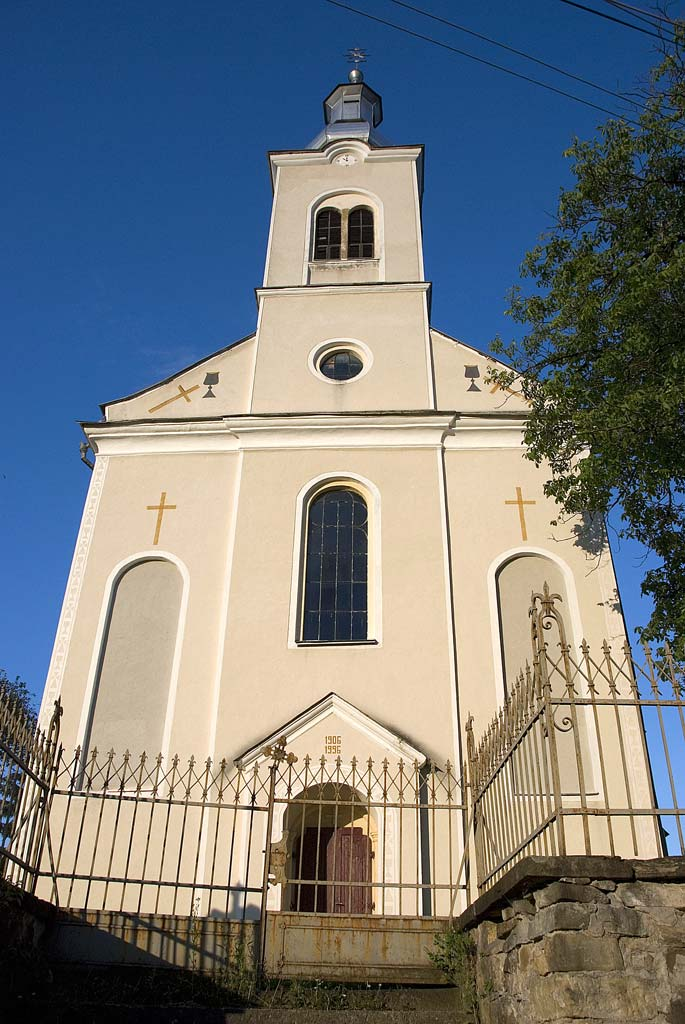
A templom
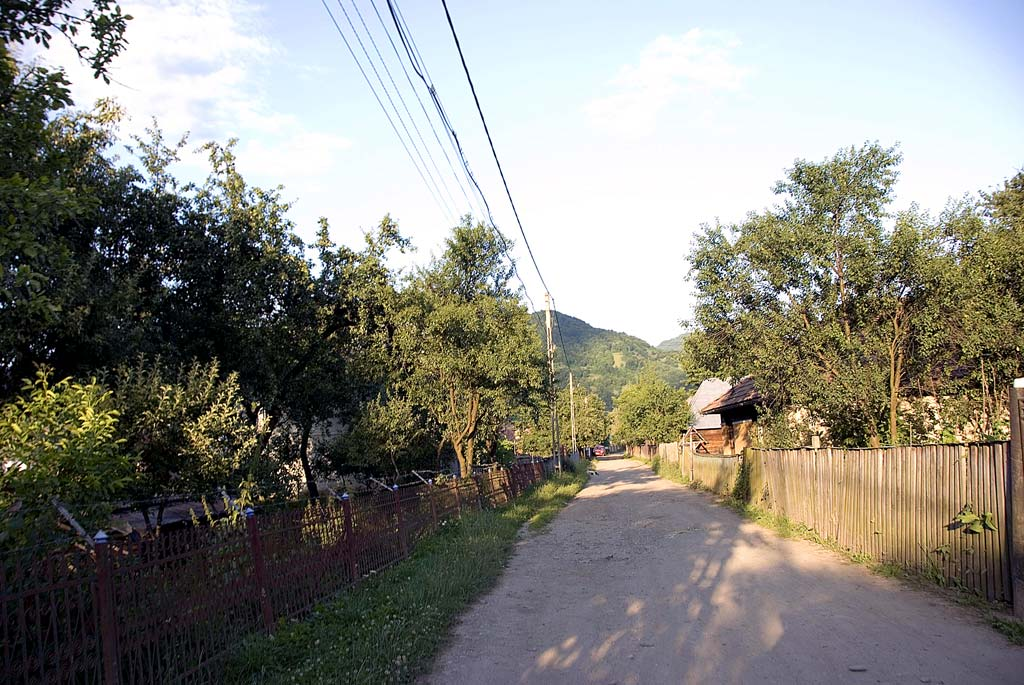
Tiszalonka főutcája
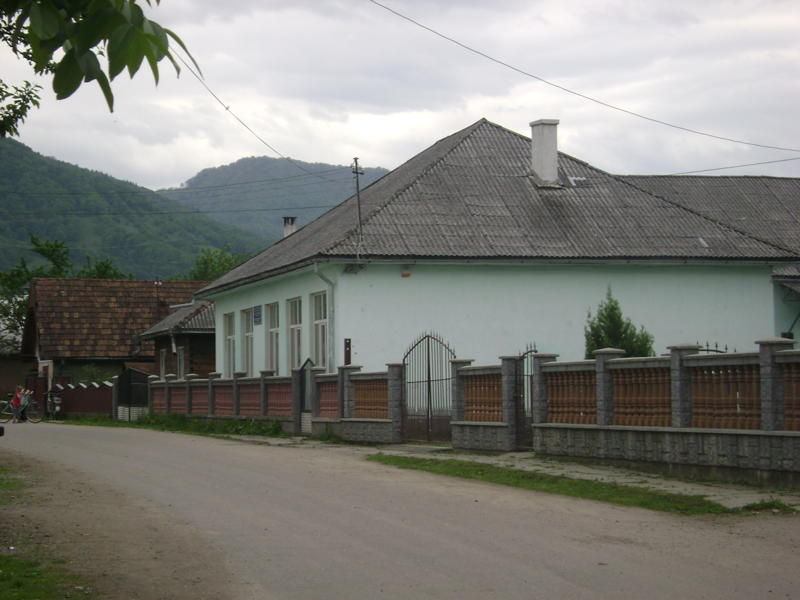
Faluközpont

## Fordítás
- Ez a szócikk részben vagy egészben  a   Lunca la Tisa című román Wikipédia-szócikk fordításán alapul.  Az eredeti cikk szerkesztőit annak laptörténete sorolja fel. Ez a jelzés csupán a megfogalmazás eredetét és a szerzői jogokat jelzi, nem szolgál a cikkben szereplő információk forrásmegjelöléseként.